# Horváth György (állatorvos)
Horváth György (Nagykanizsa, 1928. július 20. – Budapest, 2008. október 9.) állatorvos, egyetemi rektorhelyettes, egyetemi tanár.

## Élete
Gyermekkorában kezdett érdeklődni az állatorvosi hivatás iránt. A nagykanizsai piarista gimnáziumban érettségizett kiváló eredménnyel, majd 1947-ben felvették az Agrártudományi Egyetem Állatorvosi Karára. 1951. november 3-án kapta meg állatorvosi oklevelét. Ezután a Születési Tanszékre került, ahol 40 évig dolgozott. Előbb egyetemi adjunktus, majd 1957-ben egyetemi docens lett, 1978-tól pedig egyetemi tanár. 1991-ben vonult nyugdíjba. 1981 és 1984 között rektorhelyettes is volt. 14 évig működött mint a MAE Állatorvosok Társasága Szaporodásbiológiai Szakosztályának titkára, illetve társ-szervezőtitkára. Kutatási területe a szülészet, a szaporodásbiológia és a tőgyegészségügy. 1962-ben az állatorvos-tudomány kandidátusa címet nyerte. 2008 nyaráig magán-állatorvosi praxist működtetett, amit megromlott egészségi állapota miatt kénytelen volt feladni. 2008. október 9-én hunyt el, 2008. október 21-én helyezték örök nyugalomra a rákoskeresztúri Új köztemetőben.

## Kitüntetései
- Kiváló Dolgozó
- a MAE aranykoszorús jelvénye
- a Mezőgazdaság Kiváló Dolgozója
- az Oktatásügy Kiváló Dolgozója
- a Munka Érdemrend ezüst fokozata
- Hutÿra Ferenc-emlékérem